# كايسيكي

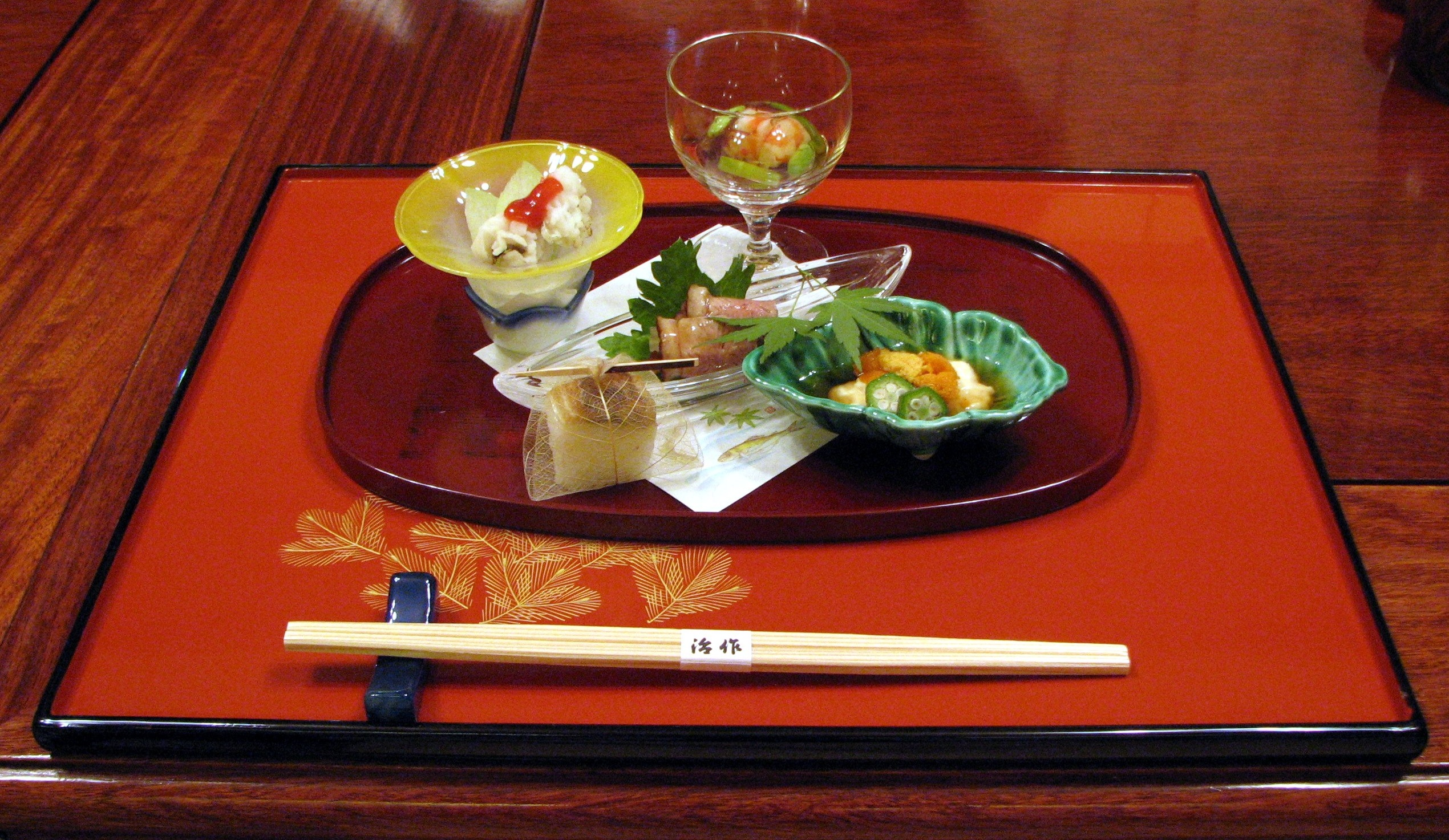
وجبة كايسيكي مؤلفة من عدة أطباق مرتبة بشكل فني.

كايسيكي (باليابانية: 懐石) هو نوع من وجبات الطعام التقليدي المتنوع الياباني، كما يشير ذات المصطلح إلى التقنيات المستخدمة في تحضير مثل تلك الوجبات. هناك نوعين أساسيين من وجبات الكايسيكي وهي كايسيكي وتكتب (会席) وهي الوجبات الفاخرة التي تقدم في الولائم، والنوع الآخر يكتب (懐石) يشير إلى الوجبات البسيطة التي تقدم أثناء اجتماعات تشانويو.

## أصل الكلمة
تعني كلمة «كايسيكي» حرفيا «حجر في الحضن» ويعتقد بأن الكلمة تعود إلى سين نو ريكيو الذي يعتقد بأنه من أوائل من قدم تلك الوجبات أثناء اجتماعات شرب الشاي الياباني. وأصل تلك الكلمة يعود إلى عادة راهبي الزن والذين كانوا يقومون بوضع حجر دافئ أمام معدتهم عندما يشعرون بالجوع.